# Касарги (посёлок)
Касарги́ — посёлок в Сосновском районе Челябинской области. Входит в состав Мирненского сельского поселения.

## География
Расстояние до районного центра села Долгодеревенского 19 км.

## Население
| 2002 | 2010 |
| ---- | ---- |
| 25   | →25  |

По данным Всероссийской переписи, в 2010 году численность населения деревни составляла 25 человек (11 мужчин и 14 женщин).

## Транспорт
В посёлке расположен одноимённый остановочный пункт Южно-Уральской железной дороги..

## Улицы
Уличная сеть деревни состоит из 2 улиц.